# 부분 아핀 공간

아핀 기하학에서 부분 아핀 공간(部分affine空間, 영어: affine subspace)은 새로운 아핀 공간을 이루는 주어진 아핀 공간의 부분 집합이다. 즉, 이는 부분 벡터 공간이 주어진 아핀 공간 위에 평행 이동으로 작용하는 데 대한 궤도이며, 벡터 공간의 부분 아핀 공간은 평행 이동에 대한 부분 벡터 공간의 상이다.

## 정의
체 {\displaystyle K} 위의 아핀 공간 {\displaystyle A}의 부분 집합 {\displaystyle B\subseteq A}에 대하여, 다음 두 조건이 서로 동치이며, 이를 만족시키는 {\displaystyle B}를 {\displaystyle A}의 부분 아핀 공간이라고 한다.
- {\displaystyle B-a}가 {\displaystyle V(A)}의 부분 벡터 공간이 되는 {\displaystyle a\in B}가 존재한다. (여기서 {\displaystyle B-a=\{b-a\colon b\in B\}}이며, {\displaystyle V(-)}는 평행 이동의 벡터 공간이다.)
- 임의의 {\displaystyle a\in B}에 대하여, {\displaystyle B-a}는 {\displaystyle V(A)}의 부분 벡터 공간이다.

부분 아핀 공간 {\displaystyle B\subseteq A}에 대하여, {\displaystyle V(B)=B-a}는 {\displaystyle a\in B}의 선택과 무관하며, 이는 {\displaystyle B}의 평행 이동들로 구성된다. 또한, 임의의 {\displaystyle a\in B}에 대하여,
{\displaystyle B=a+V(B)}
이다.

### 생성된 부분 공간
체 {\displaystyle K} 위의 아핀 공간 {\displaystyle A}의 부분 집합 {\displaystyle \varnothing \neq S\subseteq A}가 공집합이 아니라고 하자. {\displaystyle S}로 생성된 부분 아핀 공간(영어: affine subspace spanned by {\displaystyle S}) {\displaystyle \operatorname {Aff\,Span} _{K}(S)}는 {\displaystyle S}를 포함하는 {\displaystyle A}의 가장 작은 부분 아핀 공간이다. 이는 {\displaystyle S}를 포함하는 {\displaystyle A}의 모든 부분 아핀 공간의 교집합과 같다. 또한, 임의의 {\displaystyle s\in S}에 대하여,
{\displaystyle \operatorname {Aff\,Span} _{K}(S)=s+\operatorname {Span} _{K}(S-s)}
이다. 여기서 {\displaystyle \operatorname {Span} _{K}(-)}는 주어진 부분 집합으로 생성된 부분 벡터 공간이다.

### 평행
체 {\displaystyle K} 위의 아핀 공간 {\displaystyle A}의 두 부분 아핀 공간 {\displaystyle B,C\subseteq A}에 대하여, 다음 두 조건이 서로 동치이며, 이를 만족시키는 {\displaystyle B,C}를 평행한다고 하고, 이를 {\displaystyle B\parallel C}로 표기한다.
- {\displaystyle V(B)=V(C)}
- {\displaystyle C=B+u}인 {\displaystyle u\in V(A)}가 존재한다.

체 {\displaystyle K} 위의 아핀 공간 {\displaystyle A}의 두 부분 아핀 공간 {\displaystyle B,C\subseteq A}에 대하여, 다음 두 조건이 서로 동치이며, 이를 만족시키는 {\displaystyle B}를 {\displaystyle C}에 약하게 평행(영어: weakly parallel)한다고 한다.
- {\displaystyle V(B)\subseteq V(C)}
- {\displaystyle B\parallel B'}인 부분 아핀 공간 {\displaystyle B'\subseteq C}가 존재한다.

## 성질
체 {\displaystyle K} 위의 아핀 공간 {\displaystyle A}의 부분 집합 {\displaystyle \varnothing \neq B\subseteq A}가 공집합이 아니며, {\displaystyle K}의 표수가 2가 아니라고 하자. 그렇다면, 다음 두 조건이 서로 동치이다.
- {\displaystyle B}는 {\displaystyle A}의 부분 아핀 공간이다.
- 임의의 {\displaystyle a,b\in B}에 대하여, {\displaystyle \operatorname {Aff\,Span} _{K}(\{a,b\})\subseteq B}이다.

즉, 체의 표수가 2가 아닐 경우, 주어진 부분 집합이 부분 아핀 공간일 필요충분조건은 아핀 직선에 대하여 닫혀있는 것이다. 표수 2의 체의 경우 이는 일반적으로 성립하지 않는다. 예를 들어, 크기 2의 유한체 {\displaystyle \mathbb {F} _{2}} 위의 아핀 공간의 모든 부분 집합은 아핀 직선에 대하여 닫혀있다.
주어진 아핀 공간의 부분 아핀 공간의 평행은 동치 관계를 이루며, 약한 평행은 부분 순서를 이룬다. 평행은 약한 평행을 함의한다. 체 {\displaystyle K} 위의 아핀 공간 {\displaystyle A}의 두 부분 아핀 공간 {\displaystyle B,C\subseteq A}가 약하게 평행한다면, {\displaystyle B=C}이거나 {\displaystyle B\cap C=\varnothing }이다. 또한, 임의의 부분 아핀 공간 {\displaystyle B\subseteq A} 및 이에 포함되지 않는 점 {\displaystyle a\in A\setminus B}에 대하여, {\displaystyle a\in B'}이며 {\displaystyle B\parallel B'}인 유일한 부분 아핀 공간 {\displaystyle B'\subseteq A}가 존재한다. 이는 에우클레이데스의 평행선 공준의 내용과 일치한다.
체 {\displaystyle K} 위의 아핀 공간 {\displaystyle A}의 부분 아핀 공간 {\displaystyle B,C\subseteq A}에 대하여, 다음이 성립한다.
{\displaystyle \dim \operatorname {Aff\,Span} _{K}(B\cup C)={\begin{cases}\dim(V(B)+V(C))+1&B\cap C=\varnothing \\\dim(V(B)+V(C))&B\cap C\neq \varnothing \end{cases}}}

### 해석기하학적 성질
체 {\displaystyle K} 위의 유한 {\displaystyle d}차원 아핀 공간 {\displaystyle A}와 음이 아닌 정수 {\displaystyle 0\leq d'\leq d}가 주어졌다고 하자. 그렇다면, 부분 집합 {\displaystyle B\subseteq A}에 대하여, 다음 두 조건이 서로 동치이다.
- {\displaystyle B}는 {\displaystyle A}의 {\displaystyle d'}차원 부분 아핀 공간이다.
- 다음을 만족시키는 {\displaystyle d-d'}차원 부분 벡터 공간 {\displaystyle V\subseteq \operatorname {Hom} _{K}(A,K)}가 존재한다. (여기서 {\displaystyle \operatorname {Hom} _{K}(-,K)}는 아핀 형식들로 구성된 벡터 공간이다.)
  - {\displaystyle 1\not \in V}
  - {\displaystyle B=V^{\perp }} (여기서 {\displaystyle (-)^{\perp }}는 직교 여공간이다.)

이에 따라, 직교 여공간은 {\displaystyle A}의 {\displaystyle d'}차원 부분 아핀 공간들과 상수 함수를 포함하지 않는 {\displaystyle \operatorname {Hom} _{K}(A,K)}의 {\displaystyle d-d'}차원 부분 벡터 공간들 사이의 일대일 대응이며, 후자의 기저를 통해 전자를 연립 일차 방정식의 해의 공간으로 나타낼 수 있다. 즉, {\displaystyle V}의 기저
{\displaystyle (f_{1},\dots ,f_{d-d'})\subseteq V}
가 주어졌을 때, 다음이 성립한다.
{\displaystyle B=\ker f_{1}\cap \cdots \cap \ker f_{d-d'}}
이 경우, 주어진 {\displaystyle B}의 직교 여공간 {\displaystyle V}는 유일하나, 이를 해의 공간으로 하는 연립 일차 방정식은 {\displaystyle V}의 기저의 선택에 의존하므로 유일하지 않다.

## 예
주어진 아핀 공간의 0차원 부분 아핀 공간은 한원소 집합들이며, 유한 {\displaystyle d}차원 아핀 공간의 {\displaystyle d}차원 부분 아핀 공간은 자기 자신으로 유일하다. 체 {\displaystyle K} 위의 아핀 공간 {\displaystyle A}의 두 점 {\displaystyle a,b\in A}로 생성된 부분 아핀 공간은 {\displaystyle a\neq b}일 경우 {\displaystyle a}, {\displaystyle b}를 지나는 아핀 직선이다.

### 3차원 공간의 부분 공간
체 {\displaystyle K} 위의 3차원 아핀 공간 {\displaystyle A}의 아핀 기저 {\displaystyle (o;e_{1},e_{2},e_{3})}이 주어졌다고 하자. {\displaystyle A}의 2차원 부분 아핀 공간은 다음과 같은 꼴로 나타낼 수 있는 부분 집합들이다.
{\displaystyle \{o+xe_{1}+ye_{2}+ze_{3}\colon x,y,z\in K,\;ax+by+cz+d=0\}}
여기서 {\displaystyle (a,b,c)\in K^{3}\setminus \{(0,0,0)\}}이다. 이는 다음과 같은 꼴로 나타낼 수 있는 부분 집합과 동치이다.
{\displaystyle a+Ku+Kv=\{a+\lambda u+\mu v\colon \lambda ,\mu \in K\}}
여기서 {\displaystyle a\in A}이며 {\displaystyle \{u,v\}\subseteq V(A)}는 선형 독립 집합이다. 이 경우 {\displaystyle (a;u,v)}는 이 부분 아핀 공간의 아핀 기저이다. 1차원 부분 아핀 공간은 다음과 같은 꼴로 나타낼 수 있는 부분 집합들이다.
{\displaystyle \{o+xe_{1}+ye_{2}+ze_{3}\colon x,y,z\in K,\;ax+by+cz+d=a'x+b'y+c'z+d'=0\}}
여기서 {\displaystyle \{(a,b,c),(a',b',c')\}\subseteq K^{3}\setminus \{(0,0,0)\}}은 선형 독립 집합이다. 이는 다음과 같은 꼴로 나타낼 수 있는 부분 집합과 동치이다.
{\displaystyle a+Ku=\{a+\lambda u\colon \lambda \in K\}}
여기서 {\displaystyle a\in A}이며 {\displaystyle u\in V(A)\setminus \{0\}}이다. 이 경우 {\displaystyle (a;u)}는 이 부분 아핀 공간의 아핀 기저이다.

## 참고 문헌
- Audin, Michèle (2003). 《Geometry》. Universitext (영어). Berlin, Heidelberg: Springer. doi:10.1007/978-3-642-56127-6. ISBN 978-3-540-43498-6. ISSN 0172-5939.
- Berger, Marcel (1987). 《Geometry I》. Universitext (영어). 번역 Cole, Michael; Levy, Silvio. Berlin, Heidelberg: Springer. doi:10.1007/978-3-540-93815-6. ISBN 978-3-540-11658-5. ISSN 0172-5939.
- Gallier, Jean (2011). 《Geometric methods and applications》. Texts in Applied Mathematics (영어) 38 2판. 뉴욕: Springer. doi:10.1007/978-1-4419-9961-0. ISBN 978-1-4419-9960-3. ISSN 0939-2475. LCCN 2011929342.